# Clair Huffaker
Clair Walter Huffaker (* 26. September 1926 in Magna, Utah; † 3. April 1990 in Los Angeles, Kalifornien) war ein US-amerikanischer Schriftsteller.

## Leben
Huffaker war der Sohn von Clair Huffaker (1908–1960) und dessen Ehefrau Orlean Bird (1907–1965) und er hatte noch zwei jüngere Schwestern.
Nach der Schulzeit in seiner Heimatstadt ging Huffaker an die Princeton University (Princeton) und wechselte später an die Columbia University (New York). Zum Eintritt der Vereinigten Staaten in den Zweiten Weltkrieg meldete sich Huffaker freiwillig zur US Navy, wurde seines Alters wegen aber nicht genommen.
Bei Kriegsende konnte Huffaker dann in die US Navy eintreten und diente vorwiegend in Europa. Nachdem er seinen Dienst dort quittiert hatte, konnte Huffaker in Paris an der Sorbonne für zwei Jahre studieren. Anschließend kehrte er zurück und ließ sich in Chicago nieder. Dort bekam er dann auch eine Anstellung in der Redaktion des Time Magazine. Aus dieser Zeit stammen auch seine ersten literarischen Versuche, und 1957 konnte er mit seinem ersten Roman Badge for a gunfighter erfolgreich debütieren.
Verheiratet war Huffaker mit Attorney Norma Lee Fink (1932–2006) und hatte mit ihr eine Tochter, Script Supervisor Samantha C. Kirkeby.
Ende März kam Huffaker ins Norris Hospital (Southern California Medical Center) und starb dort am 3. April 1990 an einem Aneurysma. Seine letzte Ruhestätte fand er auf dem Westwood Memorial Park.

## Rezeption
Neben vielen Drehbüchern nach fremden bzw. eigenen Romanen arbeitete Huffaker an vielen Serien mit, wie z. B. Bonanza, Daniel Boone, Lawman, Die Leute von der Shiloh Ranch, Outlaws, Tausend Meilen Staub und Westlich von Santa Fé.

## Werke (Auswahl)
Autobiografie
- One time I saw morning come home. 1974.

Kinder- und Jugendbücher
- Profiles of the American West. 1976.

Romane
- Badge for a gunfighter. Thorndike Press, Thorndike, Me 1983, ISBN 0-89621-495-8 (EA 1957)
- Rider from Thunder Mountain. 1957.
  - Deutsch: Der Mann vom Thunder Mountain. Heyne, München 1970 (übersetzt von Richard Augustin)
- Cowboy. 1958.[1]
- Flaming lance. Paperback Library, New York 1970 (EA 1958)
- Posse from Hell. 1958.
  - Deutsch: Des Teufels Aufgebot. Heyne, München 1970 (übersetzt von Richard Augustin)
- Guns of Rio Conchos. 1958.
  - Deutsch: Rio Conchos. Heyne, München 1970 (übersetzt von Wulf Bergner)
- Badman. 1958 (später unter dem Titel War Wagon).
  - Deutsch: Die Gewaltigen. Heyne, München 1970 (übersetzt von Alfred Dunkel).
- Seven ways from sundown. Thorndike Press, Thorndike, Me. 1982, ISBN 0-89621-350-1 (EA 1960)
- Good Lord, you're upside down.  New York 1963 (illustriert von John Laurie Jensen)
- Nobody loves a drunken Indian. 1967.
  - Deutsch: Hilf dir selber, Indianer. Fischer Taschenbuchverlag, Frankfurt/M. 1973, ISBN 3-436-01551-2 (übersetzt von Katharina Behrens)
  - Deutsch: Nur ein toter Indianer ist ein guter Indianer. Weismann, München 1978 (übersetzt von Katharina Behrens)
- The cowboy and the cossack. 1973.

## Verfilmungen
- 1960 Harry Keller (Regie): Sieben Wege ins Verderben (nach seinem Roman Seven ways from sundown).
- 1960 Don Siegel (Regie): Flammender Stern (nach seinem Roman Flaming Star).
- 1961 Herbert Coleman (Regie): Die gnadenlosen Vier (nach seinem Roman Posse from Hell)
- 1964 Gordon Douglas (Regie): Rio Conchos (nach seinem Roman Guns of Rio Conchos)
- 1967 Burt Kennedy (Regie): Die Gewaltigen (nach seinem Roman Badman)
- 1970 Carol Reed (Regie): Der Indianer (nach seinem Roman Nobody loves a drunken Indian)

## Drehbücher (Auswahl)
- 1970: Die Höllenhunde (La spina dorsale del diavolo)